# السراجية (قرية)
السراجية قرية في منطقة الريف الشمالي شمال ولاية النيل الأزرق. تبعد القرية عن مدينة الدمازين حوالي 43 كيلومترا. تبعد عن الطريق الوطني الرابط بين العاصمة الخرطوم ومدينة الدمازين بحوالي 11 كيلومترا. تبلغ مساحة القرية حوالي 48.2 كيلومتر مربع.[بحاجة لمصدر]

## النشأة والتسمية
على حسب رواية شيوخ القرية وعمدها نشأت الق
رية في أوائل القرن التاسع عشر ميلادي مع بدايات الدولة المهدية على يد الشيخ محمد عثمان المشهور ب(حما يولا) و معه عدد من العوائل من منطقة مايرنو في السودان وأخرى من مناطق غرب إفريقيا من منطقة تدعى يولا وهم ينتمون إلى قبائل الفولاني ذات الطابع البدوي وجراء هجرتهم من غرب السودان إلى جنوب شرقه قاصدين الأمطار والمرعى وفي طريقهم صادفوا مجموعة من العرب الرحل يدعون بالسراجية وهي قبيلة ذات أصول شرق أوسطيه . أستقر الشيخ محمد عثمان في منطقة ذات تلال بالقرب من النهر وأتخذ عرب السراجية المنطقة العليا مقرآ في كل رحلة يمرون بها بالمنطقة . و من هنا جاء سبب التسمية حيث أطلق الفولاني على المنطقة بالسراجيه . و سار الاسم حتى بعد انتقال عرب السراجية الرحل من تلك البقعة .

## السكان

سكانها مزيج من القبائل الإفريقية يتعايشون مع بعضهم منذ عدة قرون في تلك المنطقة العريقة وأهلها يتمسكون بتعاليم الدين الإسلامي والشريعة وجلهم من المسلمين وهي قرية ذات تاريخ عريق في نشأتها كما أنها تحافظ على ثقافاتها المتعددة كما أن أهل القرية إكتسبوا اللغة العربية للتواصل بين مختلف العرقيات وهم على دراية بمختلف الثقافات في المنطقة . أخرجت القرية كثير من النخب والمثقفين على مستوى الولاية والدولة وحتى على مستوى دولة السودان القديمة إحتوت القرية على دور لتعلم علوم الدين الإسلامي وكانت قبلة لطلاب العلوم الإسلامية في الولايه وهناك الكثير ممن يحمل درجات أكاديميه وقد ساهموا في التنمية البشرية على مستوى الولاية . كما ذكرنا سابقآ أن سكان القرية مزيج من القبائل الإفريقية والعربية وعلى رأسهم قبيلة الفولاني التي ينتمي لها مؤسسي وشيوخ وعمد القرية ومن ثم قبيلة الهوسا و قبيلة البرتا و قبيلة الفور التي تمثل أقل عرقية في القرية كما توجد مجموعة من العرب الرحل إستوطنت مؤخرآ في القرية .

## الوصف
تقع القرية في منطقة زراعية على أرض مرتفعة مكونة من مجموعة من التلال على ضفاف نهر النيل الأزرق وتمتد غربآ في إتجاه الطريق الرئيسي وصولآ إلى محطة هارون . و على كيلومترات قله تجاور القرية مجموعة من القرى الصغيرة التي تعتمد كليآ على سوق القرية الكبير ومؤسساتها مثل (قرية جبريل، قرية غابة تولا(كرا),قرية العمارة جيلاني ) .

### المنشآت
التعليم : القرية يوجد بها خمسة مدارس للأساس في مختلف الأحياء و توجد مدرسة أساس للفولاني الرحل مدرسة الويلا  كما يوجد بها مدرستان ثانويتان وثلاث خلاوي كبيرة لتعلم القرآن والعلوم الإسلامية  .
الصحة : بها مستشفى ريفي عام ومستشفى آخر خاص وعدة شفخانات وعدد من الصيدليات العاملة في خدمة القرية.
النظام : بها مركز للشرطة يقوم بحفظ النظام للقرية وبعض القرى المحيطة.

### الأحياء
تحتوي القرية على عدد كبير من الأحياء منها أحياء الفولاني وهي الأقدم منذ التأسيس وكل قبيلة تمتلك حي بأسمها أما أحياء الفولاني الأغلبية هي (حي يابابا، حي هشابا، حي قداورو، حي شكاورو، حي دوومايو، حي العرب , حي الويلا للفولاني الرحل التي أستقرت مؤخرآ ) و حديثآ أستوطنت مجموعة جديدة من قبائل الفولاني الرحل تدعى الأنبرورو وأنشئت حي الويلا وأغلب الأسماء التي ذكرت أنفآ فهي تحمل معاني في لغة الفولاني . و ما زالت القرية تتوسع بفضل كرم وجود أهلها وإستقبالهم لآي فئه مجتمعية وإعطائهم بقعة من الأرض